# Lošinj
Lošinj (pronounciado [lɔ̌ʃiːɲ]; em alemão:  Lötzing;  em latim: Apsorrus, em grego:  Apsorros, Άψωρος; em italiano:  Lussino; em vêneto:  Lusin) é uma ilha da Croácia no mar Adriático, no golfo de Kvarner.  Fica a sul da cidade de Rijeka e administrativamente integra  o condado de Primorje-Gorski Kotar.
As principais localidades de Lošinj são Nerezine, Sveti Jakov, Ćunski, Artatore, Mali Lošinj e Veli Lošinj.
Uma estrada regional liga a ilha no sentido do comprimento; há ligações de ferry (via ilha de Cres) para Brestova - Porozina, Merag - Valbiska, Mali Lošinj - Zadar, Mali Lošinj - Pula. A ilha de Lošinj tem ainda um aeroporto.

## Geografia
Lošinj faz parte do arquipélago Cres-Lošinj, que além das ilhas principais que lhe dão nome, também inclui Unije, Ilovik, Susak, Vele Srakane, Male Srakane e uma série de pequenas ilhas não habitadas. Cres é a maior em área e Lošinj é a segunda. As duas ilhas estão ligadas por uma pequena ponte junto da localidade de Osor em Cres.
Lošinj é a 11.ª maior ilha do mar Adriático em área, com 33 km de comprimento e largura entre 4,75 km no norte e centro a apenas 250 m perto de Mali Lošinj. O perímetro da ilha é de 112,7 km.
Com 2600 horas de sol por ano, a ilha é um destino popular para os croatas e para turistas eslovenos, alemães e italianos, sobretudo no verão. A ilha é bastante florestada.